# Tortula scabrinervis
Tortula scabrinervis là một loài rêu trong họ Pottiaceae. Loài này được (Müll. Hal.) Mont. mô tả khoa học đầu tiên năm 1850.